# Candida homilentoma
Candida homilentoma är en svampart som beskrevs av Van der Walt & Nakase 1973. Candida homilentoma ingår i släktet Candida, ordningen Saccharomycetales, klassen Saccharomycetes, divisionen sporsäcksvampar och riket svampar.   Inga underarter finns listade i Catalogue of Life.